# 范佳晨
范佳晨（FAN Jiachen，1988年2月21日—），北京人，中國女子花樣游泳運動員。

## 生涯
2010年，與隊友參加廣州亞運會花樣游泳比賽的自由組合比賽，奪得金牌。